# Film (filme)
Film é uma curta-metragem norte-americana  de 1965, dirigido por Alan Schneider, sendo o único trabalho como roteirista do dramaturgo e escritor irlandês Samuel Beckett, Nobel de Literatura em 1969.
O filme mudo, com Buster Keaton no papel principal, foi lançado em 4 de setembro de 1965 no Festival de Veneza.

## Sinopse
A fantasmagórica figura dum velho angustiado que em seu refúgio (em ruínas) foge de tudo e de todos que possam olhá-lo, destruindo ou retirando tudo aquilo que possa vê-lo, até seu reflexo.

## Detalhes da Obra
Este curta-metragem concebido por Samuel Beckett é baseado no princípio de Bishop Berkeley (Um filósofo irlandês): ser é ser percebido.
São 25 minutos com ausência total de som, contendo apenas onomatopeias assustadoras, tendo o humorista Buster Keaton presente, neste que seria o primeiro curta de gênero drama do qual protagonizara, e também seu penúltimo curta.